# Michael Therriault

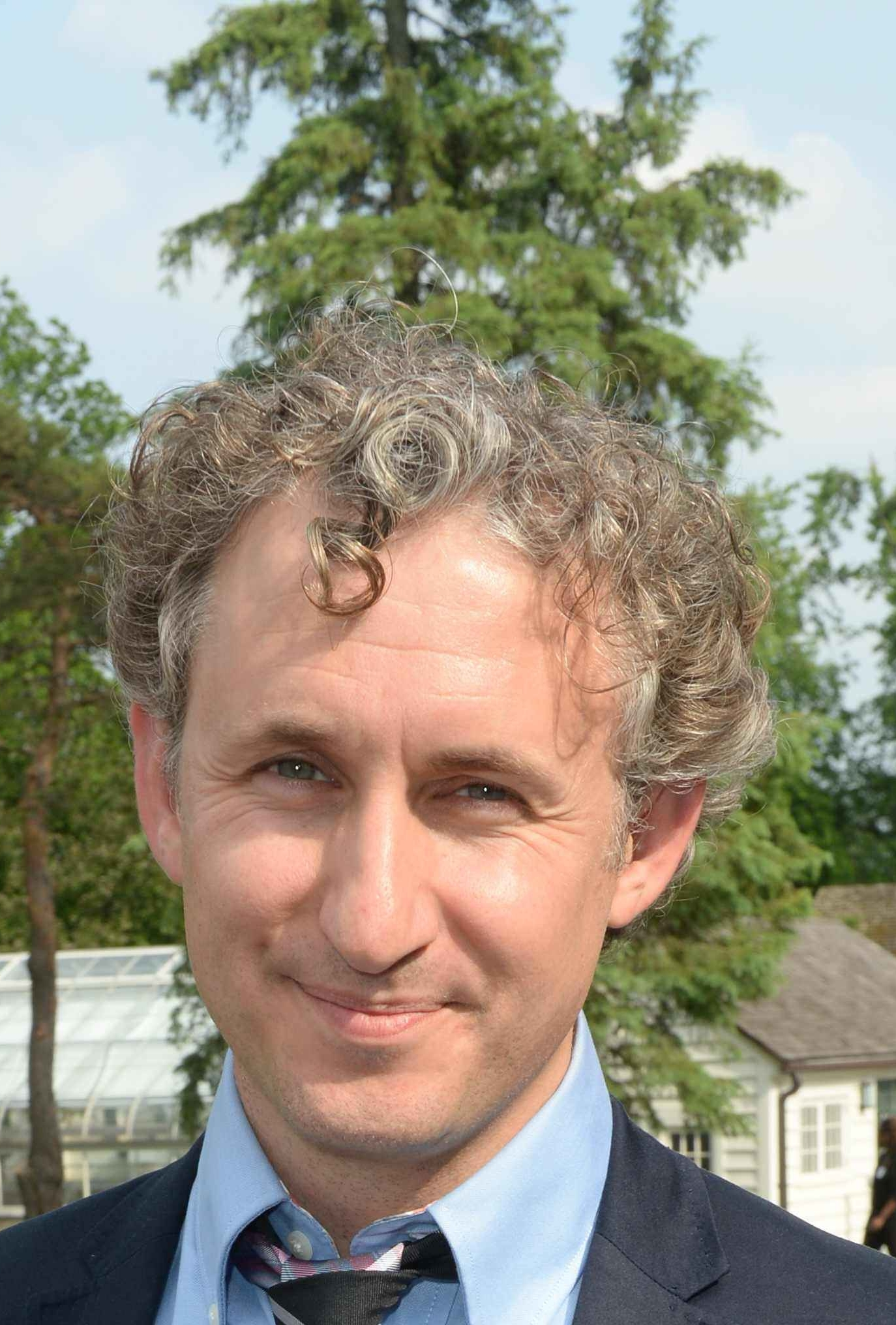
Michael Therriault 2014

Michael Therriault (geboren  in Oakville) ist ein kanadischer Schauspieler. Er war langjähriges Mitglied des Theaterfestivals von Stratford und gewann zwei Dora Awards für Musiktheaterrollen.

## Familie und Ausbildung
Therriault hat eine Zwillingsschwester. Er wuchs in Oakville als Sohn von Arbeitereltern auf, wusste aber bereits in der Grundschule, dass er schauspielern und singen wollte, sodass er in der sechsten Stufe selbst begann, über Telefon nach einer Schauspielschule zu suchen. Die Etobicoke School of the Arts in Toronto war eigentlich zu weit entfernt und zu teuer für seine Eltern, aber sein Schulleiter arrangierte, dass die Schulbehörde ihm ein Stipendium, inklusive Gebühren und Fahrtkosten, zahlte. Er erlangte seinen Abschluss in Musiktheater an der ESA 1992 und 1995 am Sheridan College in seiner Heimatstadt Oakville.

## Karriere
Von 1997 an war Therriault für sieben Saisons Mitglied des Stratford Festival unter dem künstlerischen Leiter Richard Monette, wo er hauptsächlich in Shakespeare-Stücken auftrat. William Hutt drängte 1999 selbst darauf, dass Therriault als Ariel neben seinem Prospero im Sturm spielte. Hier verkörperte er anschließend unter anderem die Titelrolle in Heinrich V. und Heinrich VI.
2003 verließ er Stratford fürs Musiktheater, beginnend mit The Producers als Leopold Bloom. Als diese früher als erwartet endete, erlangte er die Rolle als Tommy Douglas in einer Fernsehbiografie. Während der Dreharbeiten wurde er für ein Broadway-Revival von Anatevka angefragt, wo er neben Harvey Fierstein und Rosie O’Donnell spielte. Dort wurde er vorzeitig aus seinem Vertrag entlassen, als er erfuhr, dass er die Rolle des Gollum im Musical von Der Herr der Ringe erhalten hatte. Während die Produktionen von The Producers und Herr der Ringe bei Publikum und Presse durchfielen, gewann Therriault für beide Rollen einen Dora Award. Nach Richard Ouzounian vom Toronto Star habe jeder übereingestimmt, dass sein Bloom das Beste an der Producers-Produktion sei, und sein Gollum sei für viele das einzige gewesen, das sie am Herrn der Ringe genossen. Letztere Rolle spielte er als einer von wenigen der Schauspieler ebenfalls in der Londoner Produktion.
2009 verkörperte Therriault zum einen Irving Berlin selbst in einer Produktion von Tin Pan Alley Rag des Regisseurs Stafford Arima und spielte zum anderen in dem auf Berlins Lied basierenden White Christmas.
Um 2011 nahm Therriault eine sechsjährige Pause vom Theater, um Fernsehschauspiel zu erkunden, die ursprünglich für ein Jahr geplant war. In Reign erhielt er 2013 eine Episodenrolle, die daraufhin zu einer Nebenrolle bis 2017 vertieft wurde. Hinzu kamen etwa die weiteren Fantasyserien Heroes Reborn und Hemlock Grove sowie 2017 der Horrorfilm Cult of Chucky. In dem Jahr kehrte er mit zwei Stücken beim Shaw Festival in Niagara-on-the-Lake auf die Bühne zurück. Danach spielte er etwa im Christmas Carol den Ebenezer Scrooge und in den Genreserien Chucky und Locke & Key.

## Theaterauftritte
Quelle: 
Stratford Festival
- 1997: Camelot
- 1997: Filumena
- 1998: Viel Lärm um nichts
- 1998: Der Geizige
- 1999: Der Sturm
- 1999: Ein Sommernachtstraum
- 2000: Anatevka
- 2000: Wie es euch gefällt
- 2001: Was ihr wollt
- 2001: Heinrich V.
- 2001: Die Möwe
- 2002: Heinrich VI.
- 2002: Richard III.
- 2002: Die beiden edlen Vettern
- 2003: Der Glöckner von Notre-Dame
- 2003: Perikles, Fürst von Tyrus
- 2003: Quiet in the Land
- 2010: Peter Pan
- 2010: Gefährliche Liebschaften

Andere
- 2003–2004: The Producers (Canon Theatre, Toronto)
- 2004–2006: Anatevka (Minskoff Theatre, New York City)
- 2006: Der Herr der Ringe (Princess of Wales Theatre, Toronto)
- 2007–2008: Der Herr der Ringe (Theatre Royal Drury Lane, London)
- 2009: The Tin Pan Alley Rag (Harold and Miriam Steinberg Center for Theatre, New York City)
- 2009–2010: Irving Berlin’s White Christmas (Dofasco Centre for the Arts, Hamilton)
- 2010–2011: Parade (Berkeley Street Theatre Upstairs, Toronto)
- 2017: Me and My Girl (Festival Theatre, Niagara-on-the-Lake)
- 2017: Androcles and the Lion (Court House Theatre, Niagara-on-the-Lake)
- 2018: Das Wunder von Narnia (Festival Theatre, Niagara-on-the-Lake)
- 2018: Grand Hotel (Festival Theatre, Niagara-on-the-Lake)
- 2018: A Christmas Carol (Royal George Theatre, Niagara-on-the-Lake)
- 2019: Rope (Royal George Theatre, Niagara-on-the-Lake)

## Filmografie
- 1997: PSI Factor – Es geschieht jeden Tag (Fernsehserie, 1 Episode)
- 1997: The Newsroom (Fernsehserie, 1 Episode)
- 2005: Time Warp Trip (Animationsserie, Synchronisation, 1 Episode)
- 2006: Prairie Giant: The Tommy Douglas Story (Miniserie, 2 Episoden)
- 2008: The Englishman’s Boy (Miniserie, 2 Episoden)
- 2011: The Listener – Hellhörig (Fernsehserie, 1 Episode)
- 2011–2014: Covert Affairs (Fernsehserie, 8 Episoden)
- 2012: If I Were You
- 2012: Sunshine Sketches of a Little Town (Fernsehfilm)
- 2012: Total Recall
- 2012: Haven (Fernsehserie, 1 Episode)
- 2012: Copper – Justice is brutal (Fernsehserie, 1 Episode)
- 2013: Stranded
- 2013: Die große Versuchung – Lügen bis der Arzt kommt (Film)
- 2013: Nurse 3-D
- 2013: Call Me Fitz (Fernsehserie, 1 Episode)
- 2013, 2021: Murdoch Mysteries – Auf den Spuren mysteriöser Mordfälle (Fernsehserie, 2 Episoden)
- 2013–2017: Reign (Fernsehserie, 13 Episoden)
- 2015: Life
- 2015: 19-2 (Fernsehserie, 2 Episoden)
- 2015: Killjoys (Fernsehserie, 1 Episode)
- 2015: Forsaken (Film)
- 2015: Hemlock Grove (Fernsehserie, 5 Episoden)
- 2015–2016: Heroes Reborn (Miniserie, 7 Episoden)
- 2016: Happily Ever After
- 2016: The Girlfriend Experience (Fernsehserie, 7 Episoden)
- 2016: Damien (Fernsehserie, 5 Episoden)
- 2016: Halcyon (Miniserie,  1 Episode)
- 2016: Four in the Morning (Fernsehserie, 1 Episode)
- 2016: Designated Survivor (Fernsehserie, 1 Episode)
- 2017: The Bagel and Becky Show (Animationsserie, Synchronstimme, 12 Episoden)
- 2017: Good Witch (Fernsehserie, 1 Episode)
- 2017: Cult of Chucky
- 2017: Alias Grace (Miniserie, 3 Episoden)
- 2017: Haunters: The Musical (Fernsehserie, 4 Episoden)
- 2020: Weihnachtszauber auf Bestellung (Fernsehfilm)
- 2021: Private Eyes (Fernsehserie, 1 Episode)
- 2021: Nurses (Fernsehserie, 1 Episode)
- 2021–2024: Chucky (Fernsehserie, 13 Episoden)
- 2021–2022: Locke & Key (Fernsehserie, 7 Episoden)
- 2022: Guillermo del Toro’s Cabinet of Curiosities (Fernsehserie, 1 Episode)
- 2023: Fitting In
- 2023: Fellow Travelers (Fernsehserie, 2 Episoden)

## Auszeichnungen und Nominierungen

### Theater
Dora Awards
- 2004: Auszeichnung in der Kategorie „Outstanding Performance by a Male in a Principal Role Musical“, für The Producers
- 2006: Auszeichnung in der Kategorie „Outstanding Performance by a Male in a Principal Role Musical“, für Der Herr der Ringe

### Fernseher
für Prairie Giant: The Tommy Douglas Story
- 2006 Seoul International Drama Awards: Auszeichnung in der Kategorie „Best Actor“
- 2006 Gemini Awards: Nominierung in der Kategorie „Best Performance by an Actor in a Leading Role in a Dramatic Program or Mini-Series“
- 2007 ACTRA Awards: Nominierung in der Kategorie „Outstanding Performance - Male“